# Schedorhinotermes seclusus
Schedorhinotermes seclusus es una especie de termita subterránea del género Schedorhinotermes, de la familia Rhinotermitidae, orden Blattodea.

## Distribución
Se distribuye por Oceanía: Nueva Gales del Sur, Queensland y Papúa Nueva Guinea.

## Taxonomía
Fue descrita por Hill en 1933.
Tratamiento taxonómico
La especie aparece registrada y publicada en Australian Rhinotermes (Isoptera). Proceedings of the Royal Society of Victoria. New Series., 45(1), 1–17 + 4 pls.